# Zbąszyń
Zbąszyń é um município da Polônia, na voivodia da Grande Polônia e no condado de Nowy Tomyśl. Estende-se por uma área de 5,42 km², com 5 675 habitantes, segundo os censos de 2016, com uma densidade de 1 336,2 hab/km².